# Eponymous
Eponymous er det første opsamlingsalbum fra det amerikanske alternative rockband R.E.M.. Det blev udgivet i 1988, og var deres sidste udgivelse på I.R.S. Records, som de havde haft kontrakt med siden 1982.
Eponymous er notabel for at inkludere flere sjældne eller alternative version af kendte numre, særligt soundtracksangen "Romance", der ikke tidligere var blevet udgivet på en R.E.M.-plade. Indholdet dækker den første single-udgivelse "Radio Free Europe" til gennembrudsalbummet Document fra året før. Eponymous giver således et overblik over R.E.M.s tidlige materiale.
Albummet har undertitlen "File Under Grain", der refererer til fotografiet på coveret. Det tidligere album, Document, havde teksten "File Under Fire" på coveret og Reckoning, havde ordene "File Under Water". Bagsiden af LP-coveret var et fotografi af forsangeren Michael Stipe med ordene "They Airbrushed My Face" over sit hoved.
Opsamlingsalbummet blev udgivet i oktober 1988 kun en måned inden gruppens debut på Warner Bros. med albummet Green. Det nåede #44 i USA og #69 i Storbritannien.

## Spor
Alle sange er skrevet af Bill Berry, Peter Buck, Mike Mills og Michael Stipe.
Side et – "Early"
1. "Radio Free Europe" (original Hib-Tone single) (1981) – 3:47
2. "Gardening at Night" (andet vokalmix)1 – 3:30
3. "Talk About the Passion" (from Murmur, 1983) – 3:20
4. "So. Central Rain" (fra Reckoning, 1984) – 3:15
5. "(Don't Go Back To) Rockville" (fra Reckoning, 1984) – 4:32
6. "Cant Get There from Here" (fra Fables of the Reconstruction, 1985) – 3:39

Side to – "Late"
1. "Driver 8" (fra Fables of the Reconstruction, 1985) – 3:23
2. "Romance" (from soundtrack album til filmen Made in Heaven fra 1987) – 3:25
3. "Fall on Me" (fra Lifes Rich Pageant, 1986) – 2:50
4. "The One I Love" (from Document, 1987) – 3:16
5. "Finest Worksong" (mutual drum horn mix) (fra "Finest Worksong" single) – 3:50
6. "It's the End of the World as We Know It (And I Feel Fine)" (fra Document, 1987) – 4:05

Track listing note: On the vinyl and cassette releases, R.E.M. labeled side one (tracks 1–6) as the "Early side" and side two (tracks 7–12) as the "Late side."

## Hitlister
Album
| År   | Hitliste           | Placering |
| ---- | ------------------ | --------- |
| 1988 | U.S. Billboard 200 | 44        |
| 1988 | UK Albums Chart    | 69        |